# MDM그룹
엠디엠그룹은 1998년 문주현이 서울특별시 서초구 서초동에서 설립한 부동산개발회사이다. (주)엠디엠, 엠디엠플러스, 한국자산신탁(주) 등의 자회사가 있다.